# Giuseppe Mura
Giuseppe Mura (Porto Torres, 6 novembre 1943) è un ex pugile italiano.
Fu olimpionico a Città del Messico 1968 e Campione italiano dei pesi superpiuma nel 1975.

## Biografia

### Carriera da dilettante
Giuseppe Mura è campione italiano dilettanti nei pesi gallo nel 1965.. 
Nel 1967, ad Algeri,  è medaglia d'oro ai Giochi del Mediterraneo, nella stessa categoria.
È uno dei pugili su cui conta maggiormente l'Italia per conquistare una medaglia alle Olimpiadi di Città del Messico. Dopo una netta vittoria (5:0) al primo turno contro il portoricano Andrés Torres è sconfitto  – che poi vincerà la medaglia di bronzo -  con un contestatissimo verdetto di 3:2.

### Carriera da professionista
Passa professionista nel 1969, combattendo nei pesi piuma. Vanta una striscia di 19 incontri consecutivi senza sconfitte, combattuti per la maggior parte in Sardegna. Tra il 1971 e il 1973, avendo difficoltà a rientrare nel peso, combatte un solo vittorioso match contro Ivo Argenti.
Rientra nel pugilato agonistico il 31 ottobre 1974, nella categoria superiore dei superpiuma. Il 21 febbraio 1975 combatte per l'unica volta all'estero contro il belga Jean De Keers, già due volte sfidante senza successo al titolo europeo. Vince per abbandono alla prima ripresa. 
Dopo un match finito in pareggio a Milano contro Michele Siracusa, tenta la scalata al titolo italiano detenuto da Giovanni Girgenti. L'occasione però sfuma: costretto all'abbandono alla nona ripresa, subisce così la prima sconfitta da professionista. 
Il 2 agosto successivo, sul ring della sua città natale si prende però la rivincita sul pugile siciliano, battendolo per abbandono al nono round e strappandogli il titolo.
Il 26 dicembre 1975, alla prima difesa del titolo, Mura finisce KO alla decima ripresa, sotto i pugni di Natale Vezzoli. È il suo ultimo incontro.